# Anthropoides
Anthropoides és un gènere d'ocells de la família dels grúids (Gruidae). Són grues relativament petites, de color general gris que habiten en Àfrica i Àsia, arribant fins a Europa Oriental.

## Taxonomia
Se n'han descrit dues espècies incloses pel Congrés Ornitològic Internacional (versió 2.11, 2011) al gènere Grus.
- Grua damisel·la (Anthropoides virgo).
- Grua del paradís (Anthropoides paradiseus).